# Lea Thompson
Lea Katherine Thompson (ur. 31 maja 1961 w Rochester) – amerykańska aktorka i reżyserka filmowa. Występowała w ponad 45 filmach, zagrała także w reklamach znanych firm. Najbardziej znana z roli w trylogii Powrót do przyszłości i serialu Karolina w mieście. 
W młodości zajmowała się baletem. Występowała m.in. w American Ballet Theatre. Od lat 80. zajmuje się aktorstwem, a także reżyserią.
Jest żoną Howarda Deutcha.

## Filmografia
- 1983: Szczęki 3
- 1983: Wszystkie właściwe posunięcia
- 1984: Czerwony świt
- 1984: Odjazdowe wakacje
- 1985: Powrót do przyszłości
- 1986: Kaczor Howard
- 1986: Kosmiczny obóz
- 1987: Some Kind of Wonderful
- 1988: Ciotka przyzwoitka
- 1988: Swoboda seksualna?
- 1988: The Wizard of Loneliness
- 1989: Kierunek: Punkt zero
- 1989: Powrót do przyszłości II
- 1989: Nightbreaker
- 1990: Powrót do przyszłości III
- 1990: Montana
- 1992: Artykuł 99
- 1993: Bogate biedaki
- 1993: Dennis Rozrabiaka
- 1993: Skradzione dzieci
- 1994: Klan urwisów
- 1994: Żona dla Martina
- 1995: Ukryta prawda
- 1996: The Right to Remain Silent
- 1998: The Unknown Cyclist
- 2002: Bar na rozdrożu
- 2002: Electric
- 2003: Skradzione święta
- 2003: Haunted Lighthouse
- 2005: Jane Doe: Inna twarz
- 2005: Jane Doe: Nagłe zniknięcie
- 2005: Jane Doe: Było i nie ma
- 2005: Jane Doe: Póki śmierć nas nie rozłączy
- 2005: Wakacje u dziadka
- 2006: Jane Doe: Bolesny upadek
- 2006: Jane Doe: Pamiętam dobrze
- 2006: 10 Tricks
- 2006: Jane Doe: The Brigadoon Effect
- 2007: Jane Doe: Powiązania
- 2007: Przerwane życie Debbie Smith
- 2007: Wymarzona Kalifornia
- 2007: Final Approach
- 2008: Droga ucieczki
- 2008: Dzień wagarowicza
- 2008: Jane Doe: Oko obserwatora
- 2008: Szkoła szpiegowania
- 2008: Balancing the Books
- 2008: The Mrs. Clause
- 2009: Splinterheads
- 2010: Adventures of a Teenage Dragonslayer
- 2010: Mayor Cupcake
- 2010: The Gatekeeper
- 2011: The Convincer
- 2011: J.Edgar
- od 2011: Switched at Birth
- 2014: Czasy ostateczne: Pozostawieni